# Laurent Di Lorto

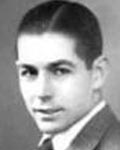
Di Lorto

Laurent Di Lorto (* 1. Januar 1909 in Martigues; † 28. Oktober 1989 in Montbéliard) war ein französischer Fußballspieler.

## Vereinskarriere
Der stets mit einer grauen Schirmmütze und einem weinroten Strickpullover bekleidete Torhüter war „dürr wie eine Rinnsteinkatze“ und gesundheitlich anfällig, beeindruckte jedoch durch Reaktionsschnelligkeit, seine Sprungkraft und akrobatische Flugparaden. Er unterzog sich einem regelmäßigen Spezialtraining, um an der Verbesserung seiner Fähigkeiten zu feilen, was für einen Torwart um 1930 noch längst nicht der Normalfall war.
Laurent Di Lorto kam schon als junger Mann zu Olympique Marseille. In der ersten Profisaison des französischen Fußballs überhaupt (1932/33) setzte ihn Trainer Bell anstelle des altgedienten Charles Allé in Spielen der Division 1 allerdings nur selten ein; erst Bells Nachfolger Vinzenz Dittrich machte Di Lorto 1933 zum Stammtorhüter. Bis 1936 absolvierte dieser 81 Punktspiele im Kasten von Olympique. In der Liga sprang 1933/34 ein dritter Platz heraus, nur einen Punkt hinter dem Meister FC Sète. Dabei hatte die Mannschaft es selbst in der Hand gehabt, aufgrund zweier Nachholspiele am Saisonende den Titel zu holen, doch beide Partien gingen verloren: 1:3 beim bereits abgestiegenen CA Paris sowie 2:4 zuhause gegen Excelsior AC Roubaix; Di Lorto war für dieses letzte Spiel gesperrt. Zudem erreichte er in dieser Saison das Pokalfinale, in dem er zwei Tore durch Lukács kassierte und Marseille sich erneut Sète beugen musste (Endstand 1:2). Aber nur ein Jahr später gewann er mit Olympique diesen Pokal und blieb beim 3:0 über Stade Rennais UC ohne Gegentreffer.

Bis Di Lorto Marseille verließ, spielte er an der Seite einer Reihe bekannter Fußballer wie Alcazar, Bastien, Eisenhoffer (der ab 1935 als Spielertrainer wirkte), Kohut und Zatelli. Zudem war er dort auch selbst zum Nationalspieler geworden (siehe unten); sein Nachfolger bei Olympique, „Jaguar“ Vasconcelos, wurde gleichfalls zur „Marseiller Legende“, womöglich noch schillernder als der sachliche Laurent Di Lorto.
1936 wechselte er zum Ligakonkurrenten FC Sochaux, für den er in den folgenden beiden Jahren 55 Punktspiele bestritt (nur für 1936–1938 sind genaue Einsatzzahlen bekannt). Gleich 1937 wurde er mit diesem Club Vizemeister und gewann den französischen Pokal; beim Endspiel-2:1 gegen Racing Strasbourg ließ er nur einen Treffer von Oskar Rohr zu. Die gleichfalls mit zahlreichen Spitzenfußballern besetzte Mannschaft (unter anderem Abegglen, Cazenave, Courtois, Jerusalem, Keller, Korb, Maschinot, Mattler und Pibarot) wurde am Ende der Saison 1937/38 außerdem auch französischer Meister. 1939/40, nach Kriegsausbruch und deutschem Einmarsch, löste sich diese Elf buchstäblich auf: ausländische Spieler kehrten in ihre Heimat zurück (Cazenave nach Uruguay, Williams nach Großbritannien) oder wurden interniert (Jerusalem), zahlreiche andere zogen die Uniform an. An der Meisterschaft konnte Sochaux schon nicht mehr teilnehmen. Auch der Torhüter wurde Soldat und kämpfte an der Vogesenfront. Nach einer schweren Lungenerkrankung, die er sich dabei zugezogen hatte, musste Laurent Di Lorto seine Profikarriere schon als 31-Jähriger beenden.

### Stationen
- Olympique de Marseille (vor 1932–1936)
- Football Club Sochaux-Montbéliard (1936–1940)

## In der Nationalmannschaft
Zwischen Februar 1936 und Juni 1938 kam Di Lorto in 11 A-Länderspielen für die französische Nationalelf zum Einsatz; darunter waren 1937 auch Begegnungen gegen Deutschland (0:4) und die Schweiz (2:1). Im Dezember dieses Jahres lieferte „Laurent-le-magnifique“ ein bis heute legendäres Spiel, ein „Festival Di Lorto“, gegen den amtierenden Weltmeister Italien ab, in dem er die gegnerischen Angreifer Piola, Meazza, Ferrari und Ferraris zur Verzweiflung brachte und die Bleus ihm in diesem „Spiel seines Lebens“ das 0:0 nahezu alleine verdankten. Nach dem Schlusspfiff spendeten ihm 40.000 Zuschauer im Prinzenparkstadion stehende Ovationen. Im Jahr darauf bestritt er beide Spiele der Équipe tricolore bei der WM-Endrunde; dort allerdings musste er im Viertelfinale drei Tore der Italiener zulassen. Anschließend wurde der deutlich jüngere Julien Darui sein Nachfolger in der Nationalmannschaft.

## Palmarès
- Französischer Meister: 1938 (und Vizemeister 1937)
- Französischer Pokalsieger: 1935, 1937 (und Finalist 1934)
- 11 A-Länderspiele für Frankreich, davon 2 in seiner Zeit bei Marseille und 9 bei Sochaux; WM-Teilnehmer 1938

## Leben nach der Spielerzeit
Di Lorto hat eine Zeitlang die Sports Réunis Saint-Dié trainiert, bevor er sich in Montbéliard niederließ, wo er ein Kinderbekleidungsgeschäft eröffnete. 1989 ist er dort in seinem 81. Lebensjahr gestorben.